# اودال
اودال (به لاتین: Awdal) یک منطقهٔ مسکونی در سومالی‌لند است. اودال ۲۱٬۳۷۴ کیلومتر مربع مساحت و ۶۷۳٬۲۶۳ نفر جمعیت دارد.